# 1161 Thessalia
Az 1161 Thessalia (ideiglenes jelöléssel 1929 SF) a Naprendszer kisbolygóövében található aszteroida. Karl Wilhelm Reinmuth fedezte fel 1929. szeptember 29-én, Heidelbergben.